# Stati Uniti d'America ai Giochi della XXIII Olimpiade
Gli Stati Uniti d'America parteciparono ai Giochi della XXIII Olimpiade, svoltisi a Los Angeles, Stati Uniti, dal 28 luglio al 12 agosto 1984, con una delegazione di 522 atleti impegnati in venticinque discipline.

## Medaglie
| Medaglia | Nome        | Sport         | Evento           |
| -------- | ----------- | ------------- | ---------------- |
| Oro      | Stati Uniti | Pallacanestro | Torneo Maschile  |
| Oro      | Stati Uniti | Pallacanestro | Torneo Femminile |
| Argento  | Stati Uniti | Pallanuoto    | Torneo maschile  |

## Risultati

### Pallacanestro
- Uomini

| Atleta | Classifica |
| --- | ---------- |
| V · D · M Nazionale statunitense - Pallacanestro ai Giochi della XXIII Olimpiade - Torneo maschile 4 Alford · 5 Wood · 6 Ewing · 7 Fleming · 8 Robertson · 9 Jordan · 10 Kleine · 11 Koncak · 12 Tisdale · 13 Mullin · 14 Perkins · 15 Turner · All. Bob Knight | Oro        |
| Nazionale statunitense - Pallacanestro ai Giochi della XXIII Olimpiade - Torneo maschile |            |
| 4 Alford · 5 Wood · 6 Ewing · 7 Fleming · 8 Robertson · 9 Jordan · 10 Kleine · 11 Koncak · 12 Tisdale · 13 Mullin · 14 Perkins · 15 Turner · All. Bob Knight |            |

- Donne

| Atleta | Classifica |
| --- | ---------- |
| V · D · M Nazionale statunitense - Pallacanestro ai Giochi della XXIII Olimpiade - Torneo femminile 4 Edwards · 5 Henry · 6 Woodard · 7 Donovan · 8 Boswell · 9 Miller · 10 Lawrence · 11 Noble · 12 Mulkey · 13 Curry · 14 McGee · 15 Menken-Schaudt · All. Pat Summitt | Oro        |
| Nazionale statunitense - Pallacanestro ai Giochi della XXIII Olimpiade - Torneo femminile |            |
| 4 Edwards · 5 Henry · 6 Woodard · 7 Donovan · 8 Boswell · 9 Miller · 10 Lawrence · 11 Noble · 12 Mulkey · 13 Curry · 14 McGee · 15 Menken-Schaudt · All. Pat Summitt |            |

### Pallanuoto
| Atleta | Classifica |                        |
| --- | --- | ---------------------- |
| V · D · M Nazionale maschile statunitense di pallanuoto · Giochi olimpici - Los Angeles 1984 Wilson · Robertson · Figueroa · P. Campbell · Burke · Vargas · Svendsen · Siman · McDonald · Schroeder · J. Campbell · Shaw · Dorst · CT : Kenneth Nitzkowski | Argento |                        |
| Nazionale maschile statunitense di pallanuoto · Giochi olimpici - Los Angeles 1984 | |                        |
| Wilson · Robertson · Figueroa · P. Campbell · Burke · Vargas · Svendsen · Siman · McDonald · Schroeder · J. Campbell · Shaw · Dorst · CT: Kenneth Nitzkowski                                                                                               | Wilson · Robertson · Figueroa · P. Campbell · Burke · Vargas · Svendsen · Siman · McDonald · Schroeder · J. Campbell · Shaw · Dorst · CT: Kenneth Nitzkowski | Stati Uniti (bandiera) |